# 1836 Komarov
1836 Komarov eller 1971 OT är en asteroid i huvudbältet som upptäcktes den 26 juli 1971 av den rysk-sovjetiske astronomen Nikolaj Tjernych vid Krims astrofysiska observatorium på Krim. Den har fått sitt namn efter den förolyckade sovjetiske kosmonauten Vladimir Komarov.
Asteroiden har en diameter på ungefär 22 kilometer och den tillhör asteroidgruppen Dora.